# Jesper Bank
Jesper Bank (Fredericia, 6 aprile 1957) è un ex velista danese.
Ha vinto tre medaglie olimpiche nella vela. In particolare ha conquistato una medaglia d'oro alle Olimpiadi di Barcellona 1992 nella classe Soling, un'altra medaglia d'oro alle Olimpiadi di Sydney 2000 nella classe Soling e una medaglia di bronzo alle Olimpiadi di Seul 1988, anche in quest'occasione nella classe Soling.
Ha partecipato anche alle Olimpiadi 1984.